# Набережная реки Оккервиль
Набережная реки Оккерви́ль — набережная в Невском районе Санкт-Петербурга. Проходит от Клочкова переулка в сторону улицы Ворошилова по левому берегу реки Оккервиль. Фактически представляет собой пешеходную дорожку шириной не более двух метров.

## История
Название получила 7 июля 1993 года.

## Достопримечательности
- Клочков мост
- Школа № 639 (дом 10)
- Долгоруков мост

## Интересный факт
В конце XIX — начале XX века вдоль левого берега реки Оккервиль (от Республиканской улицы и почти до современного Клочкова переулка) проходила Сергиевская улица — центральная улица Сергиевской слободы. С середины 1950-х годов улица начала исчезать, входя в городскую застройку, окончательно исчезнув к 1997 году. В 2000 году улица была официально исключена из Реестра.

## Галерея

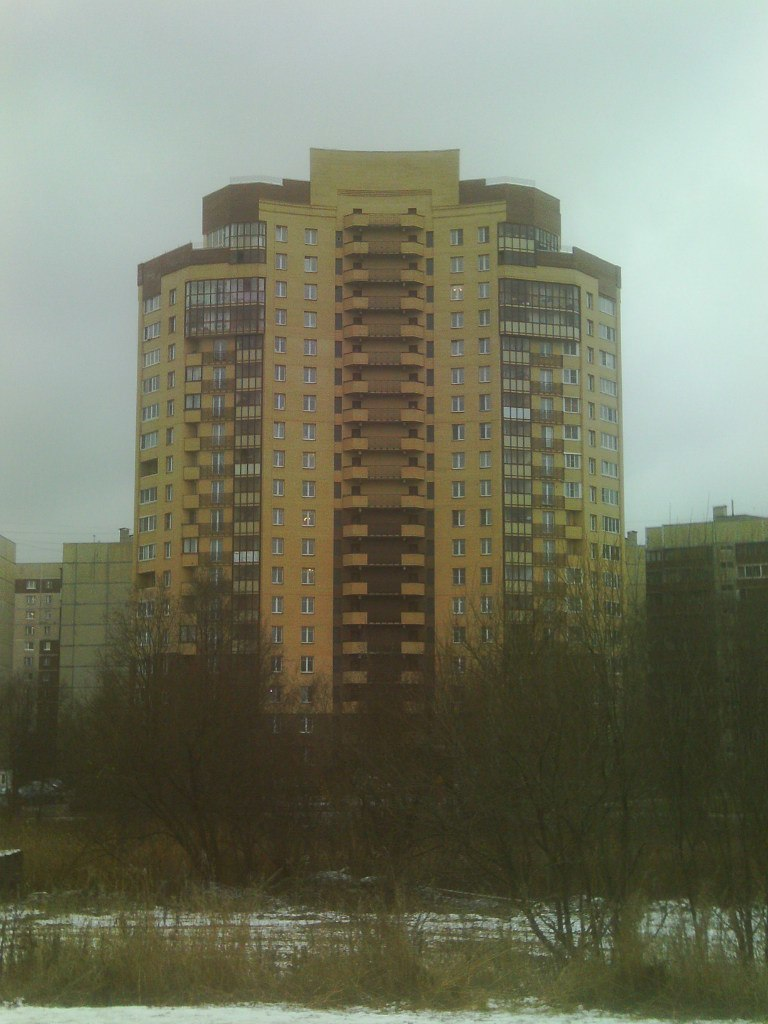
Дом № 4/2
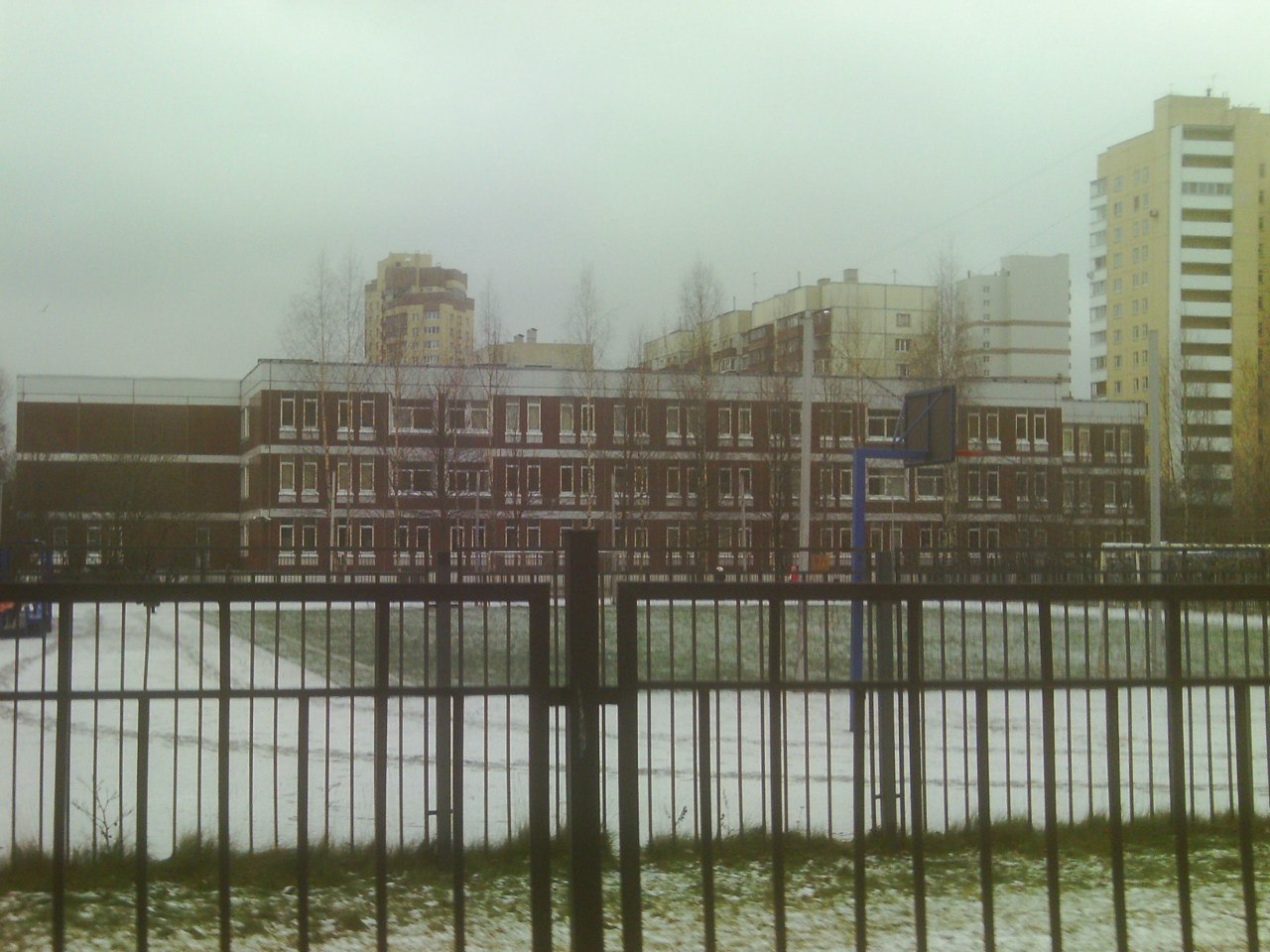
Школа № 639